# Curtis Bernhardt
Pour les articles homonymes, voir Bernhardt.
Curtis Bernhardt est un réalisateur allemand naturalisé américain, né le 15 avril 1899 à Worms et mort le 22 février 1981 à Pacific Palisades (Californie).
Il est parfois crédité Kurt Bernhardt, son nom de naissance.

## Biographie
Bernhardt naît dans une famille juive ashkénaze de Worms. Il doit quitter l'Allemagne en 1933, après l'arrivée au pouvoir du national-socialisme. Il travaille ensuite à Paris et en Angleterre avant de s'installer à Hollywood.
Acteur dans un premier temps, il débute dans la mise en scène en 1927, et réalise une série de films sur la guerre. Il dirige Marlene Dietrich en 1929.

## Filmographie partielle

### Réalisateur
- 1925 : Héros sans nom (en)
- 1926 :
  - Orphan of Lowood (en)
  - Tourment de la Nuit (en) (Qualen der Nacht)
- 1927 : 
  - The Girl with the Five Zeros (en)
  - Children's Souls Accuse You (en)
- 1928 : The Prince of Rogues (en)
- 1929 :
  - The Last Fort (en)
  - L'Énigme (Die Frau, nach der Man sich sehnt)
- 1930 : La Dernière Compagnie (en) (Die letzte Kompagnie)
- 1931 : L'Homme qui assassina coréalisé avec Jean Tarride
- 1932 : L'Héroïque Embuscade (Der Rebell)
- 1933 : Le Tunnel
- 1934 : L'Or dans la rue
- 1936 : Le Vagabond bien-aimé (The Beloved Vagabond)
- 1938 : Carrefour ou L'Homme de la nuit
- 1939 : La Nuit de décembre
- 1940 : 
  - My Love Came Back
  - La Femme aux cheveux rouges (Lady with Red Hair)
- 1941 : Million Dollar Baby
- 1942 : Danseuse de cabaret (Juke Girl)
- 1943 : Happy Go Lucky (en)
- 1945 : La mort n'était pas au rendez-vous (Conflict)
- 1946 : 
  - La Voleuse (A Stolen Life)
  - La Vie passionnée des sœurs Brontë (Devotion)
  - Le Droit d'aimer (My reputation)
- 1947 : 
  - La Possédée (Possessed)
  - Le Mur des ténèbres (High Wall)
- 1949 : Corps et Âme (The Doctor and the Girl)
- 1951 : 
  - Sirocco (Sirocco)
  - La Femme au voile bleu (The Blue Veil)
  - L'Ambitieuse (Payment on demand)
- 1952 : La Veuve joyeuse (The Merry Widow)
- 1953 : La Belle du Pacifique (Miss Sadie Thompson)
- 1954 : Le Beau Brummel (Beau Brummell)
- 1955 : Mélodie interrompue (Interrupted Melody)
- 1956 : Gaby avec Leslie Caron
- 1960 : Stefanie in Rio (en)
- 1962 : Le Tyran de Syracuse (Damon and Pythias)
- 1964 : Un mari à tout faire (Kisses for My President)

### Producteur
- 1937 : La Chaste Suzanne d'André Berthomieu